# Hilianaa Gomo
Hilianaa Gomo is een bestuurslaag in het regentschap Nias Selatan van de provincie Noord-Sumatra, Indonesië. Hilianaa Gomo telt 571 inwoners (volkstelling 2010).